# Kenan Evren
Ahmet Kenan Evren (Alaşehir, Manisa, 17 de julio de 1917-Ankara, 9 de mayo de 2015) fue un general turco, líder del golpe de Estado del 12 de septiembre de 1980 y el 7.º presidente de Turquía entre 1980 y 1989. Fue un comandante parte del grupo de militantes de extrema derecha Contraguerrilla, rama turca de la Operación Gladio.

## Biografía
Ahmet Kenan Evren nació en Alaşehir, provincia de Manisa. Su padre, imán, era de origen albanés.  Era originario de la ciudad de Preševo y emigró a Turquía para vivir con su tío, que se encontraba en Estambul. Su madre era de ascendencia turco-búlgara. Tras cursar estudios de primaria y secundaria en Manisa, Balıkesir y Estambul, asistió a la escuela secundaria militar en Maltepe, Ankara, donde se graduó en 1938. En 1949 egresó de la academia militar como teniente.
Sirvió en la Brigada Turca en Corea entre 1958 y 1959. En 1964 fue ascendido a general. Evren ocupó distintos puestos hasta que llegó a ser jefe del Estado Mayor en 1978.
Los años previos al golpe se caracterizaron por una lucha encarnizada entre la extrema derecha y la extrema izquierda. Con la esperanza de ver una revolución comunista, los militantes de izquierdas se amotinaron en las calles; por otro lado, los militantes nacionalistas de derechas combatieron a los revolucionarios de izquierdas y provocaron la excitación religiosa. Las universidades tomaron partido y se convirtieron en sedes de los izquierdistas o de los derechistas. La caótica situación creada por los grupos de extrema izquierda y extrema derecha ha destruido la seguridad pública del país. Grupos comunistas y neofascistas intentaron mantener bajo su control incluso las calles, golpeando o matando a cualquiera que no fuera uno de ellos. Finalmente, un mitin antisecularista organizado por islamistas en Konya el 6 de septiembre de 1980 fue la gota que colmó el vaso.
Con el golpe militar del 12 de septiembre de 1980 llegó el Consejo de Seguridad Nacional (Millî Güvenlik Kurulu, MGK) como órgano de gobierno. El consejo de 1980 estaba compuesto por los comandantes Kenan Evren, el Jefe del Estado Mayor y el presidente del Estado. El parlamento fue disuelto. En un discurso en Muş en 1984, sobre la ejecución de Erdal Eren, un militante comunista supuestamente de 17 años pero según los registros oficiales nacido en 1961 que fue acusado de matar a un soldado turco, dijo "Ahora, después de atraparlo, lo llevaré a juicio, y entonces no lo ejecutaré, cuidaré de él de por vida. Alimentaré a ese traidor que tomó un arma contra estos soldados que derramaron su sangre por esta patria durante años. ¡¿Estaría de acuerdo con eso?!"
Su reputación como un líder militar y político sufrió mucho por los errores cometidos. Sin embargo, algunos creen que prestó un gran servicio a la república turca y que sin el golpe de 1980 el choque entre facciones paramilitares de extrema derecha y extrema izquierda, que se estaba presenciando desde mediados de los años 70, hubiera ocasionado más daño al país.
Luego de su retiro, se mudó a un resort en un pueblo llamado Marmaris de la costa mediterránea, en la provincia turca de Muğla y se dedicó a la pintura. En 2014, un año antes de su muerte, fue condenado a cadena perpetua por su participación en el golpe militar de 1980.
| Predecesor: İhsan Sabri Çağlayangil | Presidente de Turquía 1980-1989 | Sucesor: Turgut Özal |